# Dardo (daga)

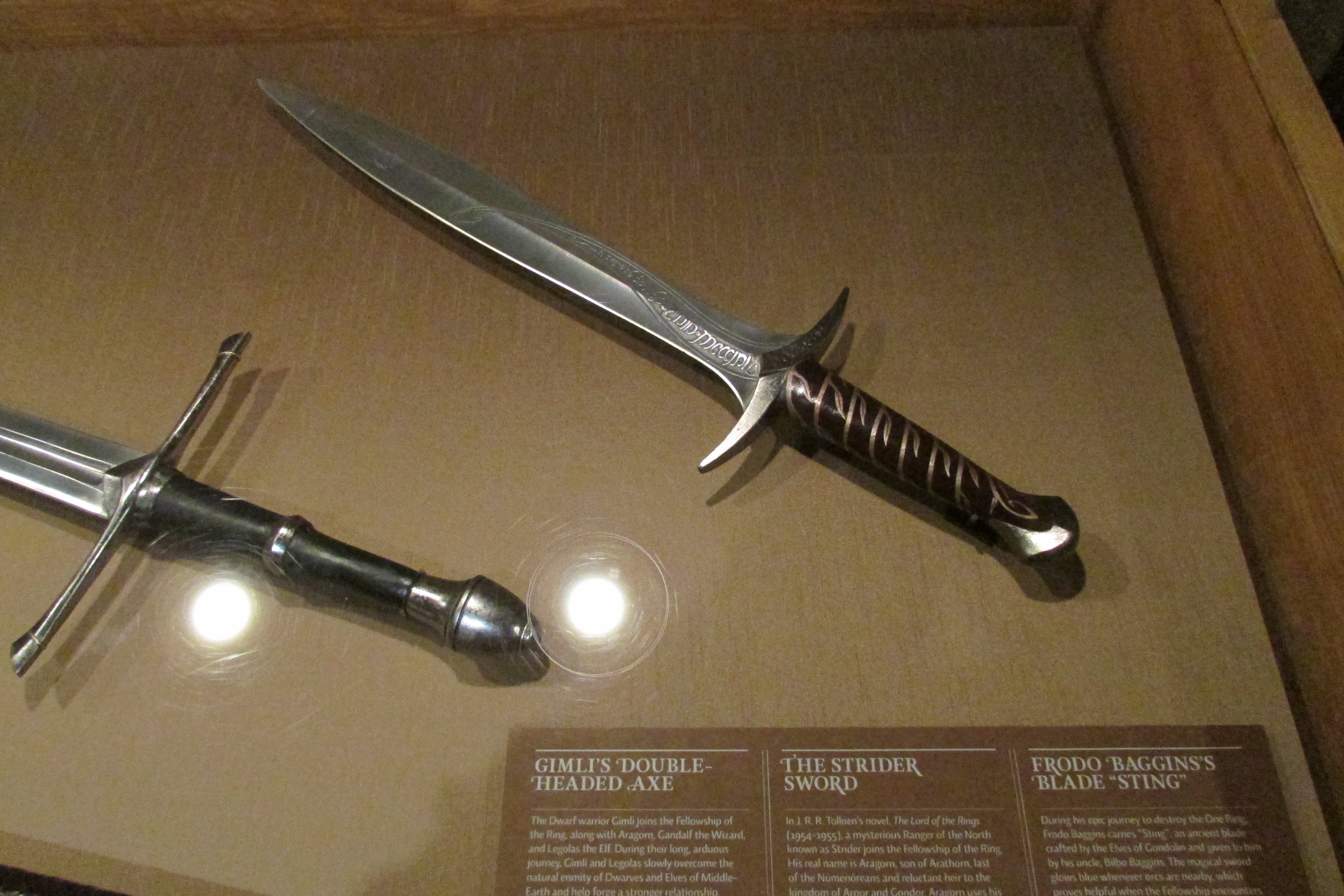
Dardo de El Señor de los Anillos expuesto en el Museo de Cultura Pop (EMP Museum) de Seattle

Dardo (Sting en el original inglés, que literalmente significa ‘aguijón’) es el nombre de un arma ficticia del universo imaginario creado por el escritor británico J. R. R. Tolkien, que aparece en sus novelas El hobbit y El Señor de los Anillos. Se trata de una daga élfica recogida por el hobbit Bilbo Bolsón de una cueva de Trolls al principio de su viaje con los trece Enanos y Gandalf el Gris hacia la Montaña Solitaria narrado en El hobbit.
Dardo es una daga élfica pero para el tamaño del pequeño hobbit se adapta perfectamente a ser una espada corta. 
Como el de otras famosas espadas fabricadas en Gondolin, como Orcrist o Glamdring por ejemplo, el frío acero de Dardo tenía la propiedad de tornarse de color azul espectral al acercarse los orcos, enemigos eternos de los Elfos. Además poseía un filo excepcional, capaz de atravesar la piel de un troll impulsada por la leve fuerza de un hobbit, mientras que Boromir al intentarlo con su espada no logró otra cosa que romperla.
El nombre Dardo no está inscrito en ninguna parte del arma, este fue asignado por Bilbo mismo cuando salva a sus compañeros enanos de las gigantescas arañas del Bosque Negro: cuando recita el poema de la araña y la mosca, al atacar con la daga dice «esta mosca tiene Aguijón» (Sting). Por lo tanto, el nombre no se encuentra en ningún idioma élfico sino en la lengua común (Oestron), representada en la novela por el inglés actual (Sting). 
Un papel importante que cumplió Dardo, en la historia narrada en El hobbit, fue intimidar a Gollum, en la caverna, mientras se batía en duelo de acertijos con Bilbo para decidir su futuro. De aquí que la daga tiene parte de la "culpa" de que el anillo acabara en manos de Bilbo; se podría considerar que la participación de Dardo en este evento, así como su encuentro por Bilbo en la cueva de los trolls y el que Bilbo se haya extraviado en las Montañas Nubladas, son parte del hado que Gandalf había previsto en Bilbo y que estaba obrando en ese preciso instante. Sin embargo, todo "coincidencias", como podrían llamarlo en la Tierra Media. 
Durante la Guerra del Anillo, Bilbo se marcha de La Comarca y viaja una vez más, por última vez, portando a Dardo. Al llegar Frodo a Rivendel, en donde se encuentra a Bilbo, este le cede Dardo y la Cota de Malla de Mithril de los Enanos. 
Dardo es usada por Frodo durante su viaje hacia Mordor pero en rara ocasión, después de Amon Hen, cuando la Comunidad del Anillo se disuelve, toma acción punitiva, ya que Frodo debía abrirse camino a través del secreto y no de la batalla cuerpo a cuerpo. Sin embargo, Frodo deja caer a Dardo durante su pelea con Ella-Laraña, la cual pierde y termina prisionero de este monstruoso espíritu. Sam Gamyi recupera Dardo y con ella enfrenta a Ella-Laraña. Las últimas veces que se utiliza es en el rescate de Frodo de la Torre de Cirith Ungol, donde los Orcos lo mantenían cautivo, o tal vez más tarde, durante la restauración de La Comarca. 
La espada pasa de Frodo a Sam cuando este cruza el mar hacia Valinor con los Tres Sabios (Círdan, Galadriel y Elrond) y Gandalf. Del destino de Dardo nada se dice en la Cuenta de los Años, si permanece en el Museo de Cavada Grande, o si es llevada al otro lado del mar por Sam cuando este cruza el mar, en la Cuarta Edad del Sol.
- Datos: Q20152